# Cel mai iubit dintre pământeni (roman)
Cel mai iubit dintre pământeni (1980) este ultimul roman scris de Marin Preda. Romanul este o frescă a României „socialiste” și prezintă orori din epoca dintre 1945 și 1964. După desființarea Direcției Generale a Presei și Tipăriturilor (1977), cenzura a fost transferată în responsabilitatea editorilor, controlați de Direcția corespunzătoare din Consiliul Culturii și Educației Socialiste. Cartea, deloc conformistă, a fost publicată sub presiunea prestigiului literar și social al autorului dar și datorită aptitudinii prozatorului de a crea parabole epice complexe care ocoleau sau depășeau barajele cenzurii. În epoca lui Nicolae Ceaușescu, perioada anterioară putea fi criticată în detalii dar nu și în esență, fiindcă ea fusese perioada în care se formaseră și activaseră responsabilii politici principali, inclusiv Nicolae Ceaușescu. Tocmai aici se află valoarea socială a romanului, care atacă esența epocii : o „lume plină de dipsomani, parchinsoniști și torționari”, adică de bețivi, bolnavi și călăi, din care la un moment, disperat, personajul principal, Victor Petrini, ar vrea să fugă, împreună cu iubita sa, spre munți.
În anii '80 romanul a fost publicat în trei ediții, în 1980, 1984 și 1987.
Cartea a fost ecranizată în 1993, în regia lui Șerban Marinescu, cu Ștefan Iordache în rolul lui Victor Petrini.

## Un personaj și o epocă
Victor Petrini este personajul-pivot al romanului ,,Cel mai iubit dintre pământeni'' de Marin Preda, o trilogie de 1.241 de pagini care ne dovedește că, departe de a fi epuizate, posibilitățile romanului social, având ca suport evenimențial aproximativ perioada istorică dintre 1947 și 1958 (adică „obsedantul deceniu”, cum l-a numit chiar Marin Preda, cu o formulă memorabilă) sunt multiple și insuficient cercetate.
Convenția la care apelează autorul este aceea a confesiunii la persoana întâia, cu un narator ce nu este omniscient. Această confesiune se transformă într-un roman al eșecului, cum s-a mai încercat la noi, niciodată însă cu atâta naturalețe, fără crispări, fără tonalități pamfletare, fără a apela la sofisme structurate și la anticipări care să impună irevocabil asupra trecutului apropiat încă viziunea, soluțiile și mentalitatea prezentului, existența personajului-pivot fiind încastrată în istorie, iar destinul său determinat de două serii de factori care acționează violent și ineluctabil: caracterul propriu, relațiile cu alte individualități și micro-grupuri sociale, pe de-o parte; mișcarea greoaie a istoriei, un ghețar ducând indivizii ca pe niște pietre eratice, pe de alta.

## Fericirea n-are istorie
În schimb individul își caută fericirea în istorie (p. 246/III). Căci despre căutare și despre eșecurile succesive ale căutătorului este vorba în roman. Iar efortul minuțios reconstitutiv și interpretativ al naratorului se îndreaptă tocmai spre cercetarea cauzelor obiective și subiective care au influențat „"ordinea clipelor" existenței sale, spre căutarea greșelii/greșelilor care au perturbat succesiunea ordonată și previzibilă, inducând un destin dezordonat, imprevizibil și tangent tragicului.
Victor Petrini își povestește viața apelând mai ales la perfectul simplu al indicativului, trecutul cel mai apropiat de prezent pe axa timpului, ceea ce menține tensiunea relatării și îngăduie cititorului o participare afectivă intensă. În 1947, la douăzeci și cinci de ani, Victor Petrini este asistent universitar la catedra de filosofia culturii, într-un oraș transilvan. În momentul în care își scrie confesiunea are treizeci și cinci de ani, suntem adică în 1957 sau 1958. Cu unele deschideri spre trecut, acesta este intervalul în care se desfășoară principalele evenimente ale narațiunii, la care se adaugă ulterior un fel de dublu epilog (însemnările avocatului Ștefan Pop Ciceo căruia îi sunt încredințate paginile scrise, în așteptarea sentinței, într-o celulă, și comentariile naratorului după executarea, cu reducere prin muncă, a unei condamnări la șase ani pentru crimă, ultimele pagini datând deci de prin 1959 sau 1960).

## „Dacă dragoste nu e, nimic nu e...”
Sunt cuvintele, citate după Apostolul Pavel, cu care se încheie romanul. Prin proporția acordată analizei sentimentelor, căutării fericirii prin iubire s-ar putea susține că aceasta este nu numai tema, ci chiar supratema cărții ce poate fi citită astfel ca un roman al eșecului erotic reiterat. Numai că nimic nu ne asigură că raportul proporțiilor înseamnă și un raport de priorități semnificative. Căci iubirile lui Victor Petrini nu se sfârșesc doar pentru că ar exista relații erotice în care unul din parteneri se iluzionează mereu ci și pentru că în evoluția paralelă sau împletită a destinelor perechi, intervin mereu socialul, politicul ca factori perturbatori ce nu pot fi eliminați, ocoliți. În sensul acesta, nu iubirile și eșecurile erotice ale lui Victor Petrini se desfășoară  ÎN ISTORIE sau ÎN AFARA EI, ci însăși această istorie a căutării fericirii prin iubire devine structura portantă a unui roman social și politic de lucidă și liberă analiză a consecințelor pe plan individual și social a interacțiunii forțelor distorsionante pe care le-a pus în mișcare; schimbarea de mentalitate produsă de proclamarea „urii ca principiu universal" (307/1) având ca efect descompunerea solidarității (343/11), atomizarea structurilor sociale, intrarea pe scena istoriei, temporar, a unor forțe iraționale.
Petrini nu este un om excepțional, refuză chiar această condiție - a excepției, fără a fi ceea ce numim „omul comun”. De aceea exercițiile sale teoretice, la care se fac referiri, nu sunt definitorii. El gândește epic iar confesiunea sa (în cadrul convenției, propuse de iramaneier) devine roman, nu eseu, despre eșec. Nu după putința teoretică trebuie judecat ci după putința epică. Ori, aici se vădește că eșecul nu este total, scriind Petrini nu numai că încearcă să-și explice pricinile dar reușește să ne sugereze că există limite ale cunoașterii de sine și de alții peste care nimeni nu poate trece dacă vrea să nu impună realității o grilă de lectură inadecvată, un nou terorism, al inteligenței de astă dată (257/III). Eșecul existențial devine premisa unei victorii, a scriitorului (42/1). O reconvertire miraculoasă a forței vitale, spirituale care nu se pierde.
Titlul romanului poate fi citit ca semn al pledoariei disperate pe care autorul o face, pe mai multe voci, adică nu numai prin intermediul personajului pivot, pentru o morală a iubirii, pentru depășirea eșecului („Eșecul, premisa unei victorii") prin depășirea speranței („Salvarea celor învinși:' nici o speranță"), pentru revalorificarea stimei față de persoană, de individualitate, prin depășirea confuziei dintre persoane și bunuri, dintre „om în general" și omul ca unicat.
Prozatorul, trăiește „cu acea încredințare eternă a oricărui povestitor că o dezvăluire modifică ceva, în sine sau în celălalt". Pentru el, ca și pentru narator, scrisul este o „luminare", o iluminare și cere „un efort suprem, aproape inuman", (100/III).  „Aveam  sentimentul  că   — scrie, în epilogul romanului, Victor Petrini —, dacă nu mă puteam adresa contemporanilor mei, cu speranța să fiu citit de ei cândva (și această speranța mă trezeam că n-o mai aveam), gândul la o posteritate abstractă la care de fapt nu mă gândisem niciodată nu-mi dădea puterea să alung din mine izolarea în care mă aflam în mijlocul lumii mele, lume în care mă născusem, descoperisem miracolul existenței, suferisem și fusesem fericit... Numai prin această lume prezentă mă puteam adresa posterității..." (319/III). Acest sentiment care este trăit de naratorul/autor explică într-un fel nu numai densitatea evenimențială și de trăiri a textului ci și natura sa stilistică, apelul la tehnici narative, care să faciliteze atât lectura cât și înțelegerea unui cititor mediu, de a cărui imagine probabil romancierul a ținut seama și a cărui atenție și acord a dorit să le capteze, să le mențină. Succesul de public al romanului ca și succesul de critică ne dovedesc că Marin Preda a știut să răspundă unui „orizont de așteptări" (Eugen Negriei), fără să-1 contrazică dar și fără să-1 dezamăgească. După tomul întâi al romanului Delirul, acest roman este una dintre cărțile cu cel mai mare succes real, fără ca să fie sigur că receptarea entuziastă a criticii a influențat mai mult căutarea cărții decât circulația liberă a zvonului. (Notez, pentru sociologii literaturii, că ar trebui verificată știrea că, la București, pentru roman, care a apărat într-un tiraj nedeclarat, se oferă în jur de 200-300 de lei.)
Din același punct de vedere, există șansa ca acest roman să redeschidă apetitul pentru evocarea romanescă a „obsedantului deceniu" și în același timp să producă salutare disjuncții între valoare și nonvaloare, între sofistica legitimistă, pedestră publicistica mascată de faldurile unei construcții romanești chinuită de minus-talente și epica realistă de mare vigoare, expresie a unei conștiințe problematizate. Confuzia de criterii pe acest teren este totuși îngrijorătoare căci la un scurt interval au fost declarate evenimente editoriale două romane care nu pot fi, dacă ai bun-simț critic, pomenite în același context. Dorința de a citi „dezvăluiri curajoase” este atât de mare încât publicul se lasă amăgit de fapte, uitând să mai cerceteze retorica epicii în efectele ei mai adânci, acolo unde dichisirea realității, prin apriorismul modelelor sociale închise, nu mai acționează, ci dezvăluie doar primitivitatea concepției epice.

## „Istoria calitativă”
„Istoria unei ciume nu e pasionantă”, scrie Petrini. „Scene monotone de oroare și cifre statistice despre hecatomba în care au pierit milioane de ființe umane." El observă că ochiul dramaturgului, în Romeo și Julieta, se îndreaptă spre soarta iubirii celor doi și nu spre ciuma care îl oprește pe călugărul mesager. Este motivarea proporțiilor pe care le stabilește prozatorul între istoria iubirii și istorie. „Sunt deci partizanul istoriei calitative (s. n.), deși înțeleg bine pe Marx, care ne demonstrează că istoria o constituie totalitatea evenimentelor și fenomenelor în care sunt implicați oamenii și nu numai inițiativele lor de expansiune, fiindcă într-adevăr topirea ghețarilor, de pildă, în urma creșterii cu un grad sau două a temperaturii terestre iar pune în umbră întreaga istorie calitativă a omenirii.” Și aici naratorul introduce o sugestivă analogie între ființa umană și nisip: „Trebuie luat din grămadă un fir, pus pe o suprafață plană și lovit cu ciocanul, atunci se poate sfărâma. Furtunile îl pot împrăștia, dar se depune în altă parte, iar călcatul în picioare nu produce în masa lui decât găuri care practic nu-1 ating.” Analogia nu poate fi dusă mai departe. Marin Preda scrie romanul unei ființe singure într-o perioadă în care solidaritatea este descompusă. Dar scriindu-i istoria nu o poate face corect decât explicând pricinile psiho-sociale ale destructurării.

## „Era ticăloșilor”
Pentru Victor Petrini epoca pe care o trăiește și în care își trăiește și își gândește drama este o „eră a ticăloșilor”, acesta fiind și titlul unui eseu-pamflet pe care îl scrie, până a nu înfunda pușcăria sub o acuzație lipsită de temei real, bazată însă pe suspiciunea generalizată și pe semidoctismul torționarilor. Nu aflăm prea multe despre acest text, cum nici despre acela dedicat gnozei, dar tocmai în lipsa acestui text din corpul romanului constă marea victorie morală a naratorului care reușește să ne sugereze printr-o suită de scene realist/simbolice, fără să eșueze în pamflet, substanța acestei perioade. Este vorba, printre altele, de ședința a cărei desfășurare o relatează Suzy Culala (prilej cu care se pune problema responsabilității colective și a pricinilor pentru care ea nu se manifestă/nu se poate manifesta), de teroarea care precede crima „în legitimă apărare": (286/ III) pe care o înfăptuiește Victor Petrini care își execută anii de muncă forțată în mina de plumb Baia-Sprie, de ancheta la care e supus în prealabil sau de cealaltă ședință „aranjată” de la Uniunea Scriitorilor, relatată de prietenul său, criticul Ion Micu. În această epocă, când se aud ca o „nouă temă beethoveniană a destinului bubuituri în ușă ale securiștilor” veniți să-l aresteze, râsul încetează și ironia îngheață. Epoca este definită și prin toposul ședințelor de „demascare”, cu consecințe uneori tragice. „Era curios — scrie naratorul —, în acei ani nașterea și moartea erau evenimente care loveau mai puțin conștiința cuiva decât o mare ședință, spiritul intra mai ușor în criză în astfel de înfruntări decât în fața pământului căscat în care unul dintre noi trebuie să dispară” (240/II).

## Noua gnoză
Proiectată și scrisă în parte, lucrarea despre gnoză a lui Petrini ar fi trebuit să demonstreze „caracterul unitar al conștiinței umane" și necesitatea „reintegrării ei într-un univers în care spiritul este prezent în mod egal în tot ce există, într-un om ca și într-un cărăbuș" (83/1). Pe de altă parte „abia azi ■— crede Petrini — e posibilă o nouă gnoză, Care ,ar putea deveni o nouă religie, ai căror preoți —■ și asta n-ar. avea nimic de-a face cu o nouă biserică — ar fi savanți" (444/1). Căci „Orice religie [...] își propune o mântuire., a omului. O nouă gnoză, pornind de la descoperirile științifice, ar elibera omul de teama, de neliniștea cosmică, într-o lume în care Dumnezeul îmbătrânit nu-i- .mai poate alunga singurătatea înspăimântătoare în fața unui univers de-- catran, care pare absurd." Și în continuare: „înțelegând că- universul. Suntem noi înșine, putem prin inteligență, înțelege că nu murim niciodată. Gândind cosmic, ne salvăm chiar prin el, prin univers, care ne-ar deveni familiar și eternitatea: lui ni s-ar (transmite, deși știm că într-o zi vom muri totuși..." Condamnarea lui, sub o acuzație politică, la cei trei ani și trei luni de pușcărie, îl' împiedică să-și" continue lucrarea, „Decăderea". în condiția unui" lumpen-proletar (la echipa de deratizare a brasului), trecând prin aceea de strungar și ajungând la aceea de funcționar contabil la ORACA, sunt tot atâtea etape ale deprofesionalizării. Și când totul pare recâștigat, când a doua sa mare iubire pentru Suzy Culala, colegă de serviciu și fiică de mic patron, este în plină expansiune, intervine întâmplarea, încă o dată activă în existența lui Petrini. Soțul dipsoman al lui Suzy încearcă să-i azvârle dintr-un teleferic. Petrini, în legitimă apărare, îl azvârle pe agresor în prăpastie. Demonstrarea caracterului unitar al conștiinței umane este tocmai sarcina pe care și-o propune naratorul, cu mijloace specifice prozei.
„LEGITIMA, APĂRARE."  În această lume „plină de dipsomani,, parchinsoniștti și torționari" (Cel mai iubit, p. 285/III), adică de bețivi, bolnavi și călăi, din care la un moment, disperat, Petrini ar vrea, să fugă, împreună ou iubita sa, spre munți, toți sunt supuși agresiunii, chiar și aparenții agresori. Un paradox prezentat printr-o istorisire cu tîlc a unui mare reporter de pe vremuri : unul Berilă omoară cu o sticlă de sifon șapte oameni dormind beți.. „Beția și somnul lor nu erau suportabile", erau agresive. „Berilă era și el în legitimă apărare"  (288/III). '
De mai multe, ori existența lui Victor Petrini este pusă în pericol. Soția sa, Matilda, aruncă cu o vază și aproape să-i zdrobească capul, un gardian din mină îl amenință cu un vătrai țintind capul, dipsomanul soț al lui Suzy vrea să-l arunce în prăpastie. E un climat de violență în care, cum ni se sugerează prin istorioara cu tâlc, nimeni nu este doar agresiv ci și agresat la rândul său. Întâmplarea din mină are însă și alt sens : deosebirea dintre Petrini și gardian, revelată acestuia, stă în cap, în inteligență adică, și acolo trebuie să fie lovit. Tot inteligența îl ajută să scape, să-și elimine adversarul. O crimă totuși, în legitimă apărare, care însă rămâne neaflată și nepedepsită. Parcă pentru a păstra echilibrul valorilor și puterea interdicțiilor morale oare funcționează altfel în condiții obișnuite, a doua crimă a lui Petrini este ispășită triplu, căci instanța îi cunoaște antecedentele și le consideră circumstanțe agravante, iar iubita îl părăsește la scurtă vreme după ieșirea de-a doua. Observarea violenței fără determinări sociale subliniate fusese și subiectul unora din primele proze ale lui Marin Preda (Întîlnirea din pămînturi).

## Barbaria concretului
Sub zodia acestei barbarii stă tot romanul. Concretul se opune ideii, speculației spirituale, imaginarului salvator, le anihilează, cel puțin în primă instanță. Refugiul din calea acestei agresiuni generalizate ar fi intemporalul, „temporalul fiind infernul" (434/11). Trăind sub presiunea concretului, Victor Petrini încearcă să-i orienteze forța și să o transfere în scris. Aceasta e reușita lui ca și a romancierului a cărui sosie este. Marin Preda are fericita putință de a încărca textul la refuz cu întâmplări a căror concretețe ilustrează o viziune unitară, fiind mereu mai mult decât simple întâmplări dar păstrându-și concretețea, chiar atunci când comentariile problematizate le înlănțuie, le storc semnificații. Detașat și participativ patetic, având curajul de a apela la locuri comune și situații tipice, pe care le valorifică superior prin contextualizare, anticalofil și total imun la barochismul stilistic invadator, Marin Preda pare deținătorul, păstrătorul și valorificatorul uneia din cele mai bogate experiențe existențiale și capacități ficționale dintre prozatorii miaituri de lazd, acționând pe filiera realismului clasic.
Fără îndoială, Marin Preda a deschis prin Moromeții II (1967) sau a reevaluat prin Marele singuratic (1972) perspective epice novatoare asupra epocii postbelice, fiind la rândul său beneficiarul, sub aspectul nuanțării modelului social, a deschiderilor pe care le-au înfăptuit între timp alți prozatori precum Augustin Buzura sau D. R. Popescu. Prin Cel mai iubit dintre pământeni se produce o nouă și importantă breșă în zidul inerțiilor și tabuurilor sociale și epice, o radicalizare atitudinală. Sentimentul reconfortant după lectură este indus de soluțiile epice plauzibile și elegante găsite de autor pentru a înscrie în trama epică zeci de nuclee de adevăr fără ca prin aceasta ficțiunea să-și piardă incoerența, consistența și unitatea tonală.
Romanul acesta are șansa de a încheia o epocă și a deschide o alta. Dacă nu inovează tehnic violent, inovează însă atitudinal, ceea ce în condițiile literaturii române de dinainte de 1990, care continua să aspire (sau se simțea obligată) a suplini sarcinile istoriografiei și sociografiei, înseamnă poate mai mult. Apariția, existența acestui roman a fost un semn al efectului fenomenului de tranziență la care fusese supus un model social perimat prin acțiunea conjugată a forțelor anti-inerțiale.